# Szép
Szép là một loại súng bắn tỉa sử dụng loại đạn 7.62 mm được thiết kế bởi Szép József, nó có thiết kế bullpup vì thế nên chiều dài của súng ngắn hơn các loại súng bắn tỉa bình thường. Quân đội Hungary sử dụng loại vũ khí này với số lượng giới hạn nhưng nó đã được lên kế hoạch sẽ thay thế cho khẩu SVD trong quân đội.
Szép có hai cỡ nòng khác nhau là 650 mm và 735 mm phần còn lại giống nhau. Nòng súng dài hơn dùng để có thể tác chiến trong môi trường rộng hơn với tầm bắn xa hơn. Nó sử dụng hộp đạn rời 5 viên. Nếu gắn nòng dài nhất thì chiều dài tổng thể của súng là 935 mm.